# Cats (album)
Cats is een muziekalbum van The Cats uit 1968. Naast teksten van anderen verscheen op dit album eigen werk van de hand van Arnold Mühren en Cees Veerman. De elpee behaalde de gouden status.

## Nummers
| Nummer | Naam                            | Geschreven door                           | Duur | Opmerkingen |
| --- | ------------------------------- | ----------------------------------------- | ---- | ----------- |
| A1 | Lea                             | Arnold Mühren                             | 3:45 |             |
| A2 | Rainbow tree                    | Hy Mizrahi en Kenny Laguna                | 2:14 |             |
| A3 | Lies                            | Lewis & Clarke                            | 2:54 |             |
| A4 | In my room                      | John Farnham                              | 2:43 |             |
| A5 | I've always tried to understand | Arnold Mühren                             | 2:54 |             |
| A6 | Anonymous Mr. Brown             | Jimmy Stewart en Gerry Langley            | 2:18 |             |
| B1 | Excuse me                       | Dick & Don Addrisi                        | 2:26 |             |
| B2 | Daybreak                        | Ralph Siegel en Michael Kunze             | 2:46 |             |
| B3 | Vaya con Dios                   | Larry Russell, Inez James en Buddy Pepper | 3:28 |             |
| B4 | I gotta know what's going on    | Cees Veerman                              | 2:32 |             |
| B5 | Times were when                 | Neil Grimshaw                             | 3:12 |             |
| B6 | Remember the good times         | Cees Veerman                              | 2:44 |             |
| B7 | I feel good (I feel bad)        | The Lewis & Clarke Expedition             | 2:35 |             |
| Later zijn er van dit album opnieuw versies op cd uitgebracht waarop bonustracks staan. Deze cd is net als alle andere platen van The Cats in 2014 opgenomen in het verzamelwerk Complete. Op deze uitgave waren de bonustracks als volgt: |                                 |                                           |      |             |
| 14. | Turn around and start again     | Roger Greenaway en Roger Cook             |      |             |
| 15. | I like the way                  | Ritchie Cordell                           |      |             |